# 胡贝尔
胡贝尔或许贝尔（Huber）可以指：

## 人物
- 莉泽尔·许贝尔（英語：Liezel Huber，1976年8月21日－），南非/美國女子職業網球選手。
- 罗伯特·胡贝尔（英語：Robert Huber，1937年2月20日－），德國化學家。
- 阿拉·胡贝尔（阿拉伯语：علاء حبيل‎，1982年6月25日－），巴林足球運動員。
- 汉斯·胡贝尔 (作曲家)（德語：Hans Huber；1852年6月28日－1921年12月25日），瑞士作曲家。
- 汉斯·胡贝尔 (拳击运动员)（德語：Hans Huber，1934年1月1日－），德國男子拳擊手。
- 金特·胡贝尔（德語：Günther Huber，1965年10月28日－），意大利男子雪车运动员。
- 塞巴斯蒂安·胡贝尔（德語：Sebastian Huber，1901年6月26日－1985年3月6日），德国前男子雪车运动员。
- 安雅·胡贝尔（德語：Anja Huber，1983年5月20日－），德国女子钢架雪车运动员。
- 马克斯·胡贝尔（德語：Max Huber；1874年12月28日－1960年1月1日），瑞士律師和外交官。
- 托马斯·胡贝尔（德語：Thomas Huber，1963年11月4日－），德國男子水球運動員。
- 卡塔琳娜·胡贝尔（德語：Katharina Huber，1995年10月3日－），奥地利女子高山滑雪运动员。
- 维尔弗里德·胡贝尔（德語：Wilfried Huber，1970年11月15日－），意大利男子雪橇运动员。
- 诺贝特·胡贝尔（德語：Norbert Huber，1964年9月3日－），意大利男子雪橇运动员。
- 诺贝特·胡贝尔 (排球运动员)（波兰语：Norbert Huber，1998年8月14日—），波兰职业排球运动员。
- 安克·胡貝爾（德語：Anke Huber，1974年12月4日－），德國網球運動員。

|  | 本页或本分段罗列了姓氏为「胡贝尔」的人物。 如果是一个指代特定个人的内链将您引导到本页，請考慮修正該人物的名字以將链接指向正確的條目。 |